# 예피멘코 방정식
전자기학에서 예피멘코 방정식(Ефименко方程式, 영어: Jefimenko's equation)은 주어진 전하 밀도 및 전류 밀도가 만드는 전자기장에 대한 방정식이다.

## 역사
우크라이나 태생 미국 물리학자 올레크 예피멘코(우크라이나어: Оле́г Дми́триевич Ефиме́нко)가 자신이 1966년에 쓴 교과서에 이 공식을 이름 없이 언급하였고, 그 뒤 데이비드 그리피스(David J. Griffiths)가 "예피멘코 방정식"이라는 이름을 붙였다.

## 정의
시간에 따라 변하는 전하 밀도 {\displaystyle \rho (t,\mathbf {y} )}와 전류 밀도 {\displaystyle \mathbf {J} (t,\mathbf {y} )}로 구성된 계가 만드는 전자기장을 생각해 보자. 로렌츠 게이지 조건 아래, 이 계의 전위 {\displaystyle \phi (t,\mathbf {x} )}와 벡터 퍼텐셜 {\displaystyle \mathbf {A} (t,\mathbf {x} )}은 뒤처진 퍼텐셜이다.
{\displaystyle \phi (t,\mathbf {x} )=\int {\frac {\rho (t_{\text{ret}},\mathbf {y} )}{4\pi \epsilon _{0}r}}\;d^{3}\mathbf {y} }
{\displaystyle \mathbf {A} (t,\mathbf {x} )=\int {\frac {\mu _{0}\mathbf {J} (t_{\text{ret}},\mathbf {y} )}{4\pi r}}\;d^{3}\mathbf {y} }.
여기서 {\displaystyle \mathbf {r} =\mathbf {x} -\mathbf {y} }, {\displaystyle r=\Vert \mathbf {x} -\mathbf {y} \Vert }이고, {\displaystyle t_{\text{ret}}=t-r/c}은 뒤처진 시간이다.
이 뒤처진 퍼텐셜로부터 전기장과 자기장을 직접 계산할 수 있다.
{\displaystyle \mathbf {E} (t,\mathbf {x} )=-\nabla \phi (t,\mathbf {x} )-{\dot {\mathbf {A} }}(t,\mathbf {x} )}
{\displaystyle \mathbf {B} (t,\mathbf {x} )=\nabla \times \mathbf {A} (t,\mathbf {x} )}.
여기에 위 뒤처진 퍼텐셜 공식을 대입하면 다음 식을 얻는다.
{\displaystyle \mathbf {E} (\mathbf {x} ,t)=\int {\frac {(\rho (t_{\text{ret}},\mathbf {y} )+{\dot {\rho }}r(t_{\text{ret}},\mathbf {y} )/c){\hat {\mathbf {r} }}-r{\dot {\mathbf {J} }}(t_{\text{ret}},\mathbf {y} )/c^{2}}{4\pi \epsilon _{0}r^{2}}}\;d^{3}\mathbf {y} }
{\displaystyle \mathbf {B} (\mathbf {x} ,t)=\int {\frac {\mu _{0}(\mathbf {J} (t_{\text{ret}},\mathbf {y} )+r{\dot {\mathbf {J} }}(t_{\text{ret}},\mathbf {y} )/c)\times {\hat {\mathbf {r} }}}{4\pi r^{2}}}\;d^{3}\mathbf {y} }.
(여기서 {\displaystyle {\hat {\mathbf {r} }}=\mathbf {r} /r=(\mathbf {x} -\mathbf {y} )/\Vert \mathbf {x} -\mathbf {y} \Vert }은 {\displaystyle \mathbf {x} -\mathbf {y} } 방향의 단위벡터다.) 이 두 공식을 예피멘코 방정식이라고 부른다.
만약 전하 분포와 전류 분포가 시간에 따라 변하지 않는다면 ({\displaystyle {\dot {\rho }}=0}, {\displaystyle {\dot {\mathbf {J} }}=0}), 예피멘코 방정식은 다음과 같이 쿨롱 법칙과 비오-사바르 법칙이 된다.
{\displaystyle \mathbf {E} (\mathbf {x} ,t)=\int {\frac {\rho (\mathbf {y} ){\hat {\mathbf {r} }}}{4\pi \epsilon _{0}r^{2}}}\;d^{3}\mathbf {y} }
{\displaystyle \mathbf {B} (\mathbf {x} ,t)=\int {\frac {\mu _{0}\mathbf {J} (\mathbf {y} )\times {\hat {\mathbf {r} }}}{4\pi r^{2}}}\;d^{3}\mathbf {y} }.

## 같이 보기
- 리에나르-비헤르트 퍼텐셜